# Кампу-Гранді
Кампу-Гранді (порт. Campo Grande) — місто та однойменний муніципалітет у бразильському штаті Мату-Гросу-ду-Сул. Засноване як військова застава і колонія в 1899 році.

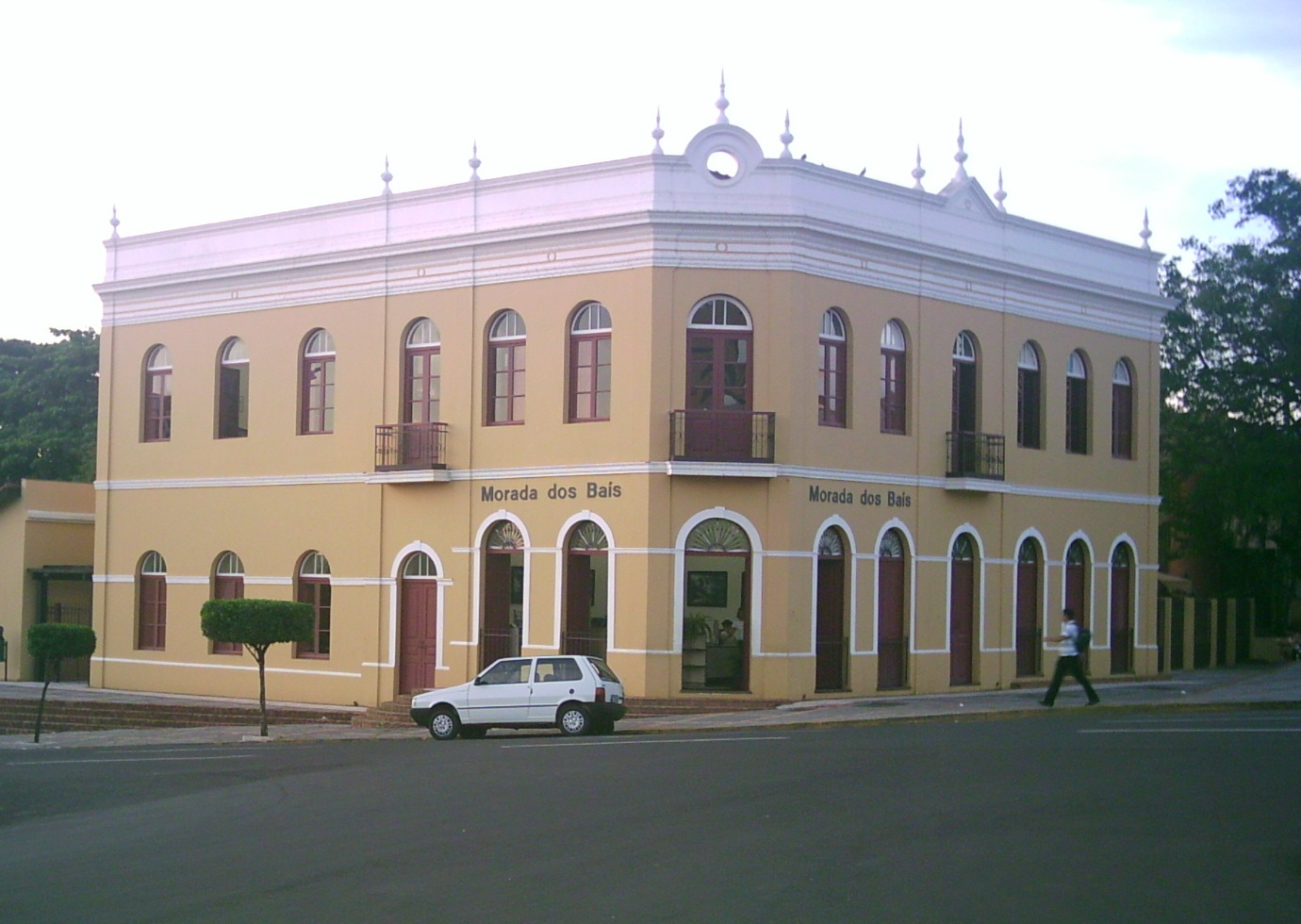
Morada do Baís
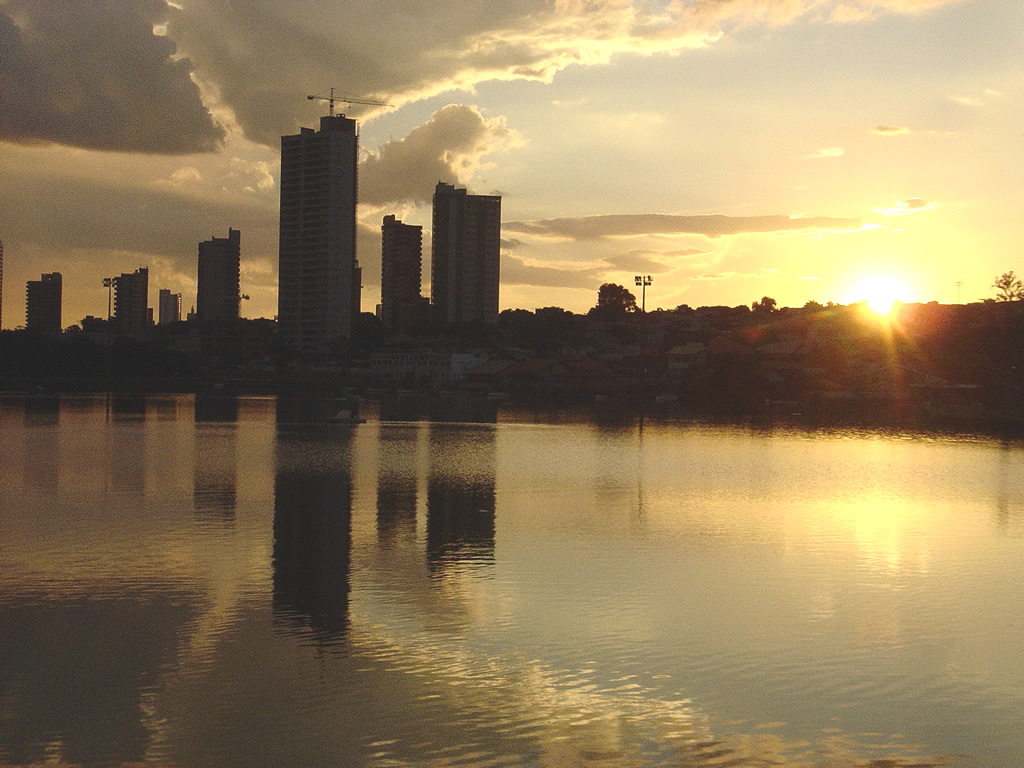
Надвечір'я
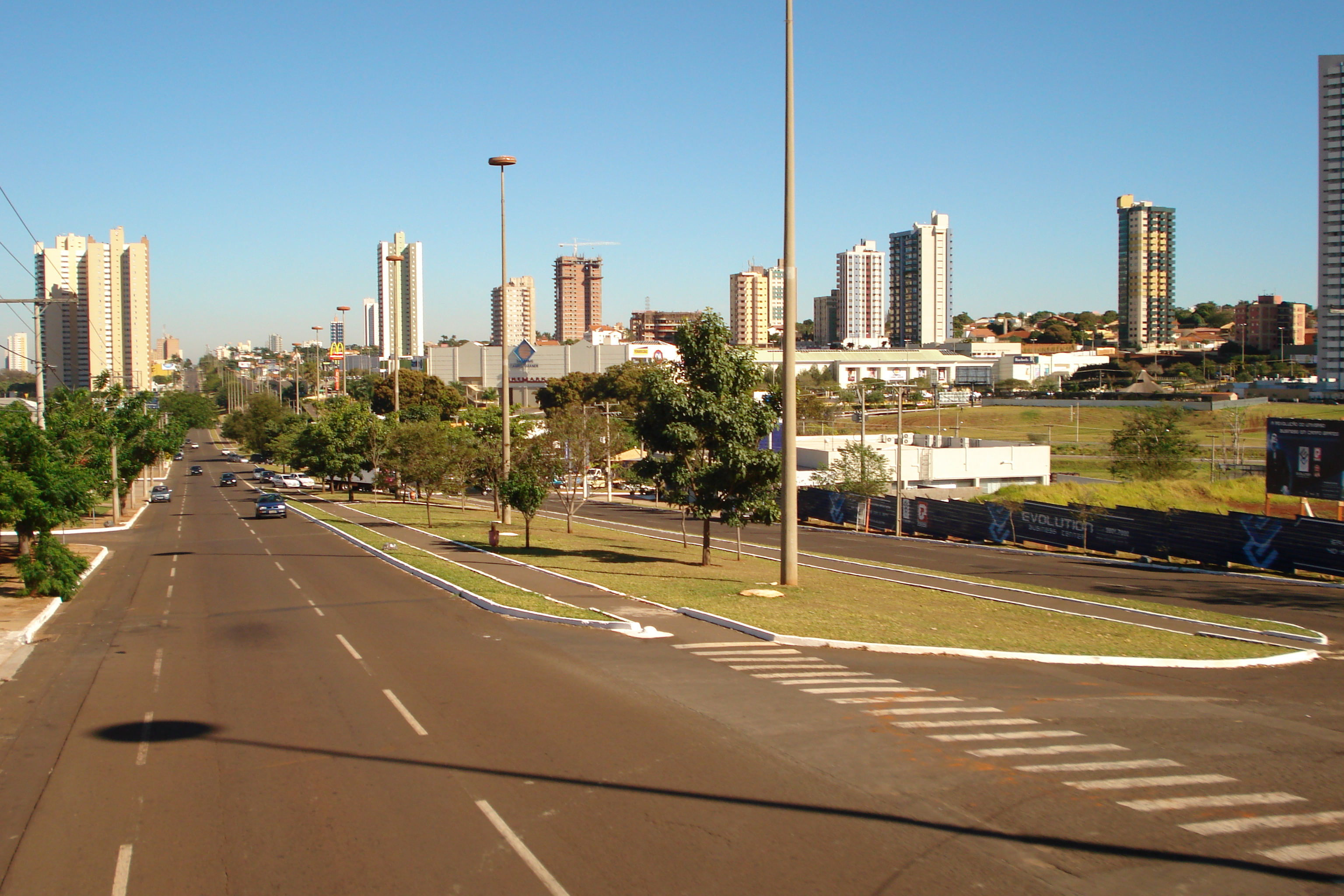
Авеню Афонсу Пенья, 2006 рік
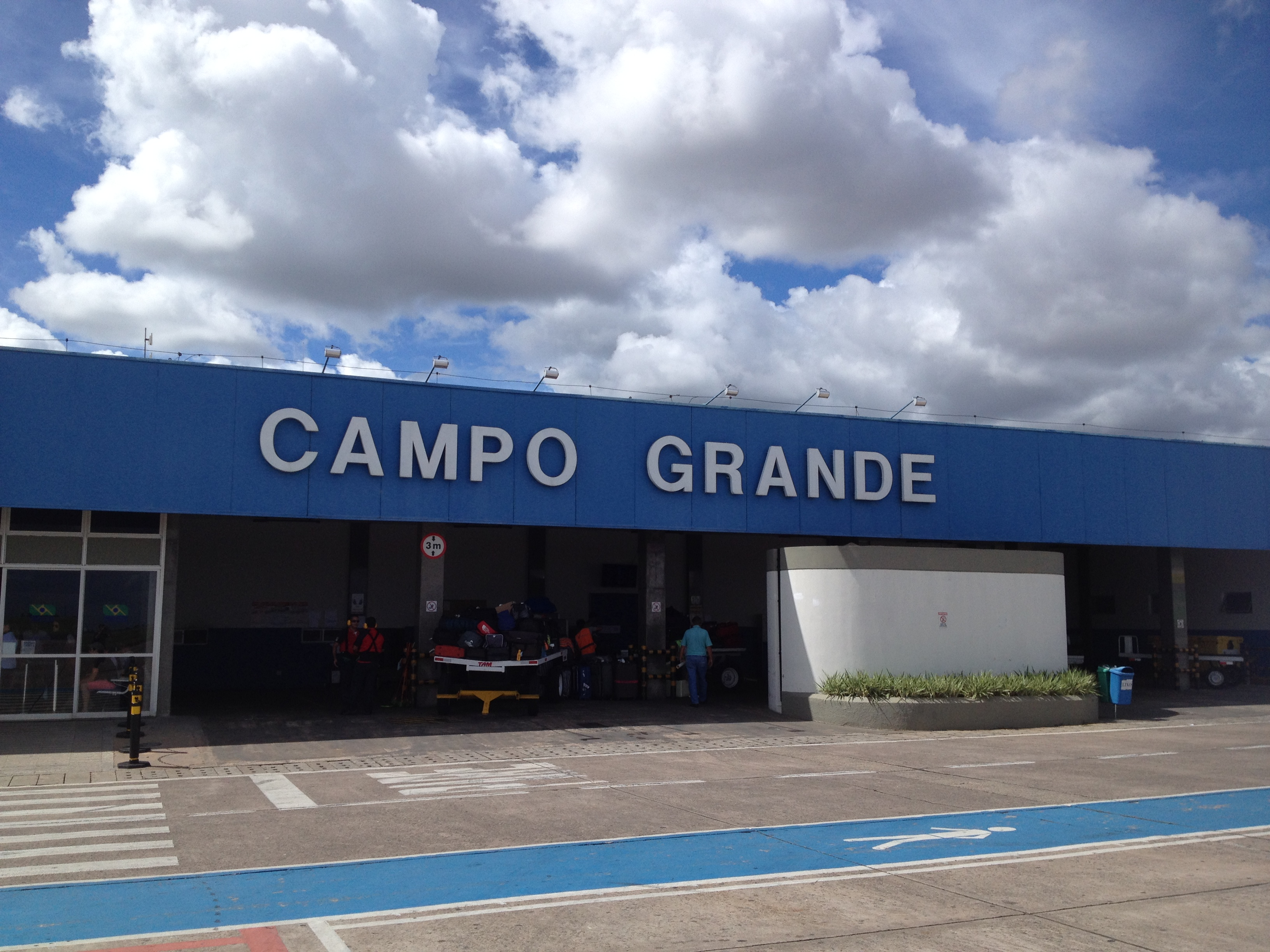
Міжнародний аеропорт
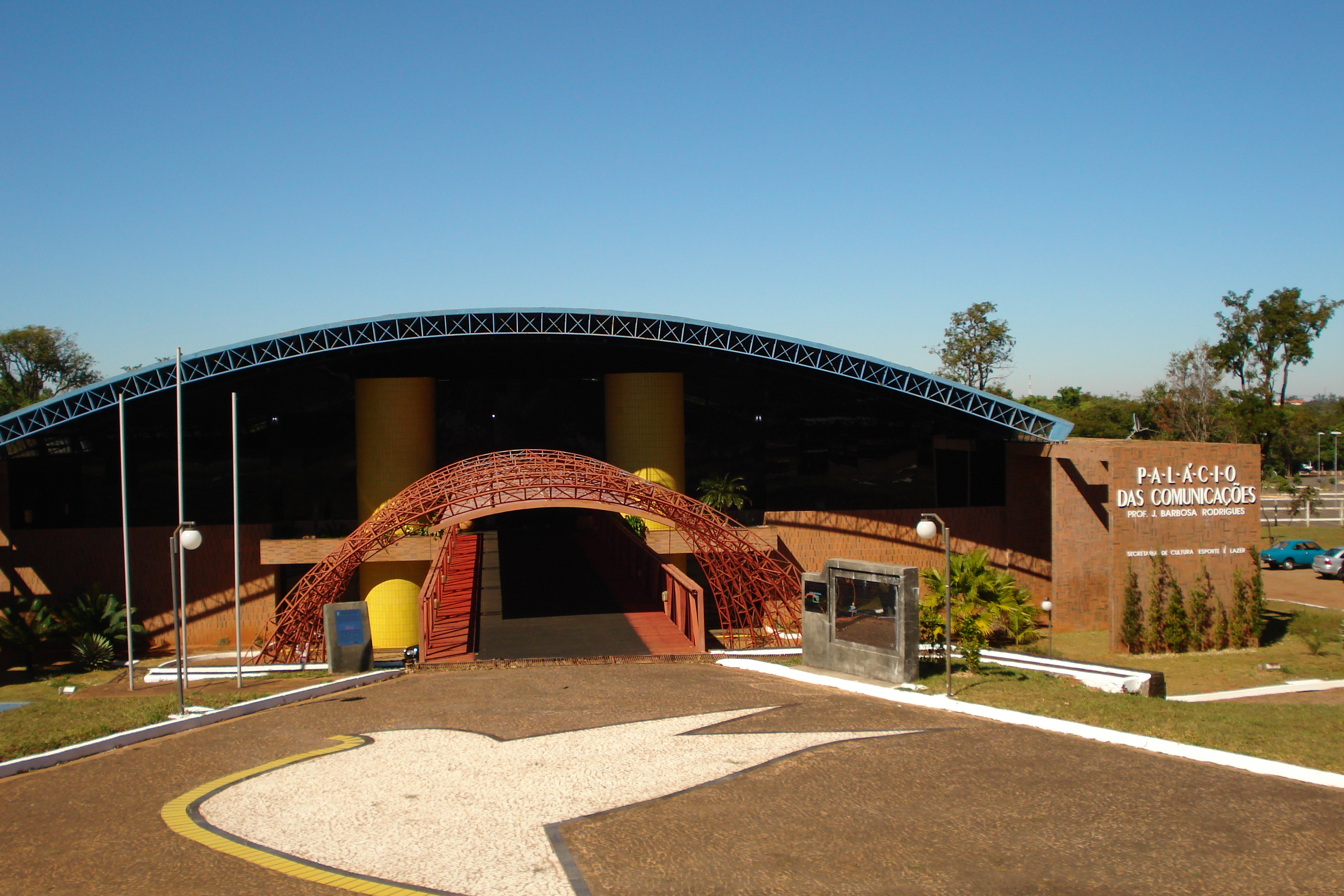
border
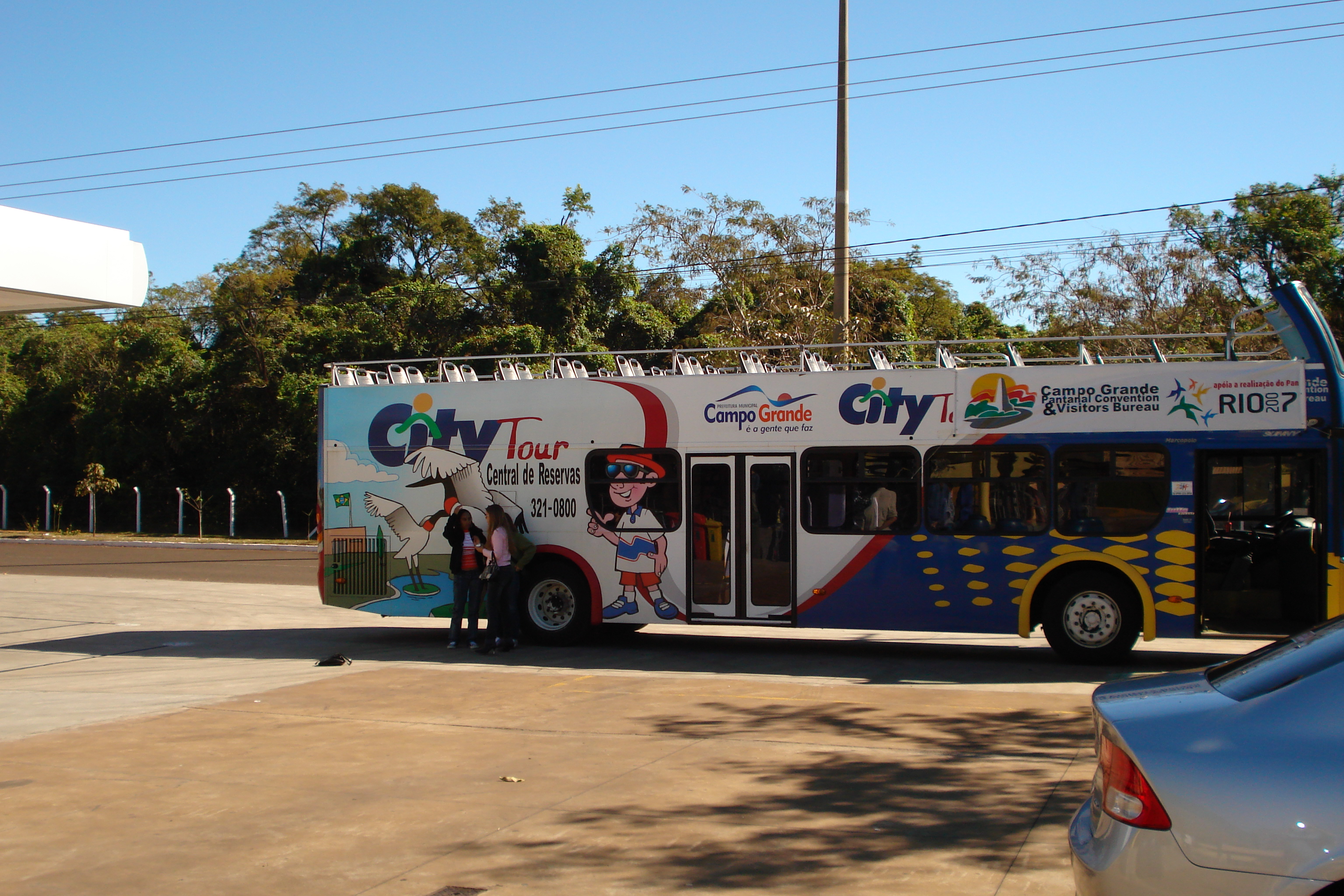
border
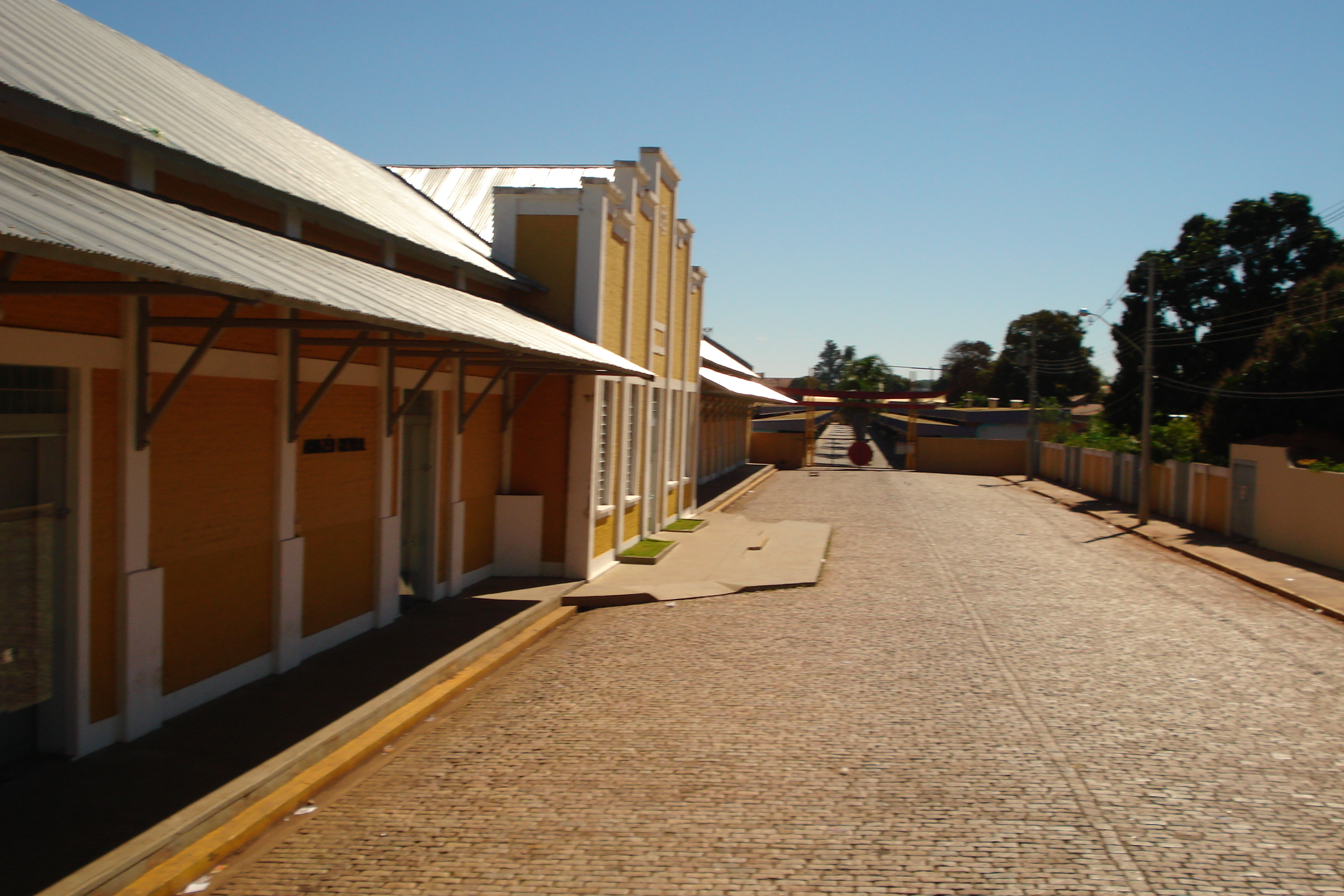
«Cultural Warehouse»